# یاپ-درک بوما
یاپ-درک بوما "Jaap-Derk Buma" (زاده 27 اوت 1972 در لاهه) بازیکن سابق  هلند هاکی روی چمن است که 143 بازی بین المللی برای  هلند، که در آن نوزده گل به ثمر رساند. این مهاجم اولین بازی خود را برای هلندی ها در 5 نوامبر 1994 در بازی مقابل بلژیک انجام داد. او در لیگ هلند برای HC Klein Zwitserland، HC Bloemendaal، آمستردام و بازی کرد و یکی از اعضای تیمی بود که مدال طلا را در این مسابقات کسب کرد. بازی‌های المپیک تابستانی 2000 در سیدنی. پدر او "اِدو" نیز یک بازیکن بین‌المللی هاکی روی چمن برای هلند بود.